# 中園和仁
中園 和仁（なかぞの かずひと、1952年6月 - ）は、日本の政治学者。博士（法学）。専門は国際関係論。広島大学名誉教授。

## 人物・経歴
1975年、上智大学外国語学部英語学科卒業、国際関係副専攻。1983年、一橋大学大学院法学研究科公法専攻博士課程単位取得。指導教官は細谷千博。1999年、『香港返還交渉-民主化をめぐる攻防』で一橋大学より博士（法学）の学位を取得。審査員は石井修、野林健、大芝亮。
広島大学大学院国際協力研究科教授を経て、2016年から武蔵野大学法学部政治学科教授、広島大学平和科学研究センター客員研究員。広島大学名誉教授。

## 著作
著書に『香港をめぐる英中関係-中国の対香港政策を中心として』（アジア政経学会、1984年）、『香港返還交渉-民主化をめぐる攻防』（国際書院、1998年）、『中国がつくる国際秩序』（ミネルヴァ書房、2013年）などがある。